# Hamberg (Dakota del Norte)
Hamberg es una ciudad ubicada en el condado de Wells en el estado estadounidense de Dakota del Norte. En el censo de 2010 tenía una población de 21 habitantes y una densidad poblacional de 20,53 personas por km².

## Geografía
Hamberg se encuentra ubicada en las coordenadas 47°45′46″N 99°30′56″O / 47.76278, -99.51556. Según la Oficina del Censo de los Estados Unidos, Hamberg tiene una superficie total de 1.02 km², de la cual 1.02 km² corresponden a tierra firme y (0%) 0 km² es agua.

## Demografía
Según el censo de 2010, había 21 personas residiendo en Hamberg. La densidad de población era de 20,53 hab./km². De los 21 habitantes, Hamberg estaba compuesto por el 100% blancos, el 0% eran afroamericanos, el 0% eran amerindios, el 0% eran asiáticos, el 0% eran isleños del Pacífico, el 0% eran de otras razas y el 0% pertenecían a dos o más razas. Del total de la población el 0% eran hispanos o latinos de cualquier raza.